# Onitis alexis
Onitis alexis es una especie de coleóptero de la familia Scarabaeidae.

## Distribución geográfica
Habita en el paleártico: Europa mediterránea, Oriente Próximo y la mitad norte de África.